# Silver Lake (Oregon)

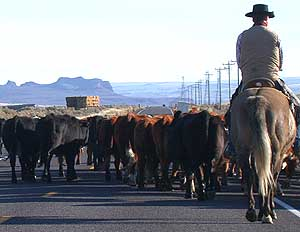
Cowboyok a 31-es út mentén

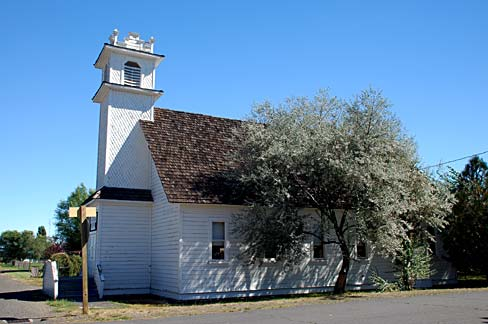
A helyi templom

Silver Lake az Amerikai Egyesült Államok északnyugati részén, Oregon állam Lake megyéjében, a 31-es út mentén, a magaslati részeken elhelyezkedő statisztikai- és önkormányzat nélküli település. A 2010. évi népszámláláskor 149 lakosa volt. Területe 3,83 km², melynek 100%-a szárazföld.
A közösség iskolája (North Lake School) 1991-ben nyílt meg; az intézmény Silver Lake-ből, Christmas Valley-ből és Fort Rockból fogad diákokat óvodától egészen 12. osztályig.
A településen az iskolán kívül található egy benzinkút és egy kisbolt is.

## Történet
Silver Lake nevét a 10 km-re keletre fekvő Ezüst-tóról kapta. A helyi postahivatalt 1875. december 9-én alapították; fennállása alatt kétszer költöztették, mindig a vezető lakóházához.
Az Oregon Geographic Names a következőt említi: „A legjelentősebb helyi esemény az 1894. december 24-i tűz, amelyben 43-an vesztették életüket.” A tűz egy üzlet emeletén ütött ki, ahol az összegyűlt tömeg a szentestét ünnepelte. Ed O'Farrell 160 km-t utazott Lakeview-ig, hogy segítséget kérjen. Az üzenet kézbesítése után Dr. Bernard Daly a rossz, téli útviszonyok között 24 órát utazott szekerén, hogy segítsen a bajbajutottaknak; erőfeszítéseit állami szinten is elismerték.

## Éghajlat
| Hónap                         | Jan.  | Feb.  | Már.  | Ápr.  | Máj.  | Jún. | Júl. | Aug. | Szep. | Okt.  | Nov.  | Dec.  | Év    |
| ----------------------------- | ----- | ----- | ----- | ----- | ----- | ---- | ---- | ---- | ----- | ----- | ----- | ----- | ----- |
| Rekord max. hőmérséklet (°C)  | 16,7  | 23,3  | 24,4  | 29,4  | 33,3  | 35,6 | 40,6 | 38,9 | 37,2  | 32,2  | 22,8  | 16,7  | 40,6  |
| Átlagos max. hőmérséklet (°C) | 4,4   | 6,7   | 10,6  | 13,9  | 18,9  | 23,9 | 29,4 | 28,9 | 24,4  | 17,2  | 7,8   | 3,3   | 15,8  |
| Átlaghőmérséklet (°C)         | −0,9  | 0,6   | 3,4   | 5,9   | 10,0  | 13,9 | 18,1 | 19,0 | 13,3  | 7,5   | 2,0   | −3,9  | 7,4   |
| Átlagos min. hőmérséklet (°C) | −6,1  | −5,6  | −3,9  | −2,2  | 1,1   | 3,9  | 6,7  | 6,1  | 2,2   | −2,2  | −3,9  | −7,2  | −0,9  |
| Rekord min. hőmérséklet (°C)  | −26,7 | −34,4 | −22,8 | −14,4 | −10,0 | −8,3 | −7,8 | −5,6 | −11,1 | −20,6 | −24,4 | −36,1 | −36,1 |
| Átl. csapadékmennyiség (mm)   | 23    | 25    | 20    | 21    | 35    | 22   | 13   | 13   | 13    | 15    | 28    | 36    | 264   |
| Forrás: The Weather Channel   |       |       |       |       |       |      |      |      |       |       |       |       |       |

## Népesség
A 2010-es népszámláláskor  149 lakója, 72 háztartása és 39 családja volt. A népsűrűség 38,9 fő/km2. A lakóegységek száma 101, sűrűségük 26,4 db/km2. A lakosok 96,6%-a fehér,  0,7%-a indián,   1,3%-a egyéb, 1,3%-a pedig kettő vagy több etnikumú. A spanyol vagy latino származásúak aránya 2% (1,3% mexikói,  0,7% kubai, )
A háztartások 23,6%-ában élt 18 évnél fiatalabb. 45,8% házas, 6,9% egyedülálló nő, 1,4% egyedülálló férfi, 45,8% pedig nem család. 38,9% egyedül élt; 11,3%-uk 65 éves vagy idősebb. Egy háztartásban átlagosan 2,07 személy élt; a családok átlagmérete 2,85 fő.
A medián életkor 46,5 év volt. Lakóinak 12,1%-a 18 évesnél fiatalabb, 4,7% 18 és 24 év közötti, 19,5%-uk 25 és 44 év közötti, 39,6%-uk 45 és 64 év közötti, 12,1%-uk pedig 65 éves vagy idősebb. A lakosok 49,7%-a férfi, 50,3%-a pedig nő.

## Fordítás
Ez a szócikk részben vagy egészben  a   Silver Lake, Oregon című angol Wikipédia-szócikk ezen változatának fordításán alapul.  Az eredeti cikk szerkesztőit annak laptörténete sorolja fel. Ez a jelzés csupán a megfogalmazás eredetét és a szerzői jogokat jelzi, nem szolgál a cikkben szereplő információk forrásmegjelöléseként.